# 마젤란긴발톱쥐
마젤란긴발톱쥐(Chelemys delfini)는 비단털쥐과 긴발톱쥐속에 속하는 설치류의 일종이다. 칠레 남부의 푼타아레나스와 토레스 델 파이네 국립공원의 토착종으로 초원과 관목 지대, 마젤란 스텝 지대에서 서식한다. 큰긴발톱쥐의 아종으로 간주하기도 한다.